# 医療人類学
医療人類学（いりょうじんるいがく、英語: medical anthropology）とは、病気と健康（保健）に関する人類学研究分野のことである。
当初は医学史や医療・医学の哲学領域から、考古・歴史上の過去の事象や、非西洋の同時代の異文化・異民族の事象を検討することを通して、西洋近代医療概念を相対化するために、この学問領域が登場してきた。したがって医療・医学の研究から人類学の方法論や概念を身につけて研究した人たちと、人類学の分野から医療すなわち病気・健康・保健を対象とする学問を研究する人たちの２つに大別することができた。やがて人類学研究の細分化が加速し医療人類学の専門を名乗る人たちが出てきて、専門学会や研究会を組織し、学術雑誌を出すようになり、今日のような研究領域ができあがった。

## 歴史的背景
人類学と医療・医学実践の関係はしばしば記録に残っている。人類学は基本的な医療科学(一般的に前臨床として知られているようなテーマと関連するようなもの)において重要な位置を占めていた。しかしながら、実証的な医療現場における医療重視(患者の身体とアイデンティティを切り離すような非人間的医療)や患者の意思の制限の結果として、医学教育は病院の制限のもとにおかれるようになった。病院の臨床教育やクロード・ベルナールによって提案された実証的方法論が覇権を握ったことにより、かつて知識源とみなされていた医療現場の医師の日常経験の価値は低下した。病院による臨床訓練の発展の後、医学における基本的な情報源は病院や研究室による経験医学となり、これは長年にわたり大半の医者が知識のツールとしてのエスノグラフィーを放棄したということを意味した。
ただ、医療関係者全員がエスノグラフィーを放棄したというわけではない。というのは、エスノグラフィーは20世紀の大半において初期段階のヘルスケアや地方医療、国際的公共福祉における知識のツールであり続けたからである。医学がエスノグラフィーを放棄したのは社会人類学がエスノグラフィーを独自の手法として採用し、初期の人類学の試みから離れ始めた頃であった。ただし、人類学が医学から分離したからといって、決して完全に分断されたというわけではない。この二つの領域の関係は1960・70年代において現代医療人類学が発展を見せるまでも継続していた。
W.H.R.リバース、アブラム・カーディナー、ロバート・I・レヴィといった20世紀の医療人類学に貢献した者たちの多くは、医学、看護学、心理学、精神医学を初期教育の段階で受けていた。彼らの中には臨床における規則と人類学における規則を共有した者もいた。また、ジョージ・フォスター、ウィリアム・コーディル、バイロン・グッドなどのように、人類学や社会科学から来た者もいた。
医療人類学が扱う主要なトピックには、メンタルヘルス、セクシャルヘルス、妊娠、誕生、老い、中毒、栄養、障碍、伝染病、非感染性疾患(NCDs)、世界的な感染症、災害マネジメントなどがある。

## 概要
- 1970年代以降、北米において盛んに研究が行われてきている。アメリカ人類学会（American Anthroplogical Association）の下位カテゴリーにおいて、医学領域の会員数がかなりの数を占めることからもその隆盛がうかがえる。
- 日本語の「医療人類学」の訳語の初期の初出は、欠田早苗（1973）によるものと思われる[5]。現在、日本においても、この領域に関心をもつ研究者は増えてきており、大学の研究室も存在する。
- 医療人類学を研究する多くの研究者は日本文化人類学会に属している。

## 関連研究領域
- 自然人類学・人類生態学（英語版）・古病理学（英語版）
- 司法人類学（英語版）（forensic anthropologyの訳、法人類学とも訳せるがむしろ法医学的人類学ないしは法廷人類学にちかい）
- 民族医療・民俗医療
- 臨床人類学
- 文化精神医学・トランス文化精神医学
- 国際医療協力学（開発医療人類学）

## 医療人類学を勉強できる大学・大学院
- 千葉大学大学院社会文化学研究科
- 大阪大学コミュニケーションデザイン・センターCSCD
- 大阪大学大学院人間科学研究科
- 山口大学医学部医療環境学講座
- 早稲田大学大学院人間科学研究科
- 広島大学総合科学部
- 東京都立大学 人間健康科学研究科

## 研究者
- 飯田淳子
- 池田光穂
- 磯野真穂
- 江口重幸
- 大森絹子
- 小田博志
- 北中淳子
- 下地明友
- 白川千尋
- 鈴木七美
- 武井秀夫
- 田代順
- 波平恵美子
- 星野晋
- 道信良子
- 松岡悦子
- 松岡秀明
- 宮地尚子
- 吉田正紀（人類学者）
- アーサー・クラインマン
- アラン・ヤング
- ナンシー・シュエパー・ヒューズ
- バイロン・グッド
- マーガレット・ロック